# Tabera de Abajo
Tabera de Abajo település Spanyolországban, Salamanca tartományban. Tabera de Abajo Aldehuela de la Bóveda, Garcirrey, Sando, Doñinos de Ledesma, La Mata de Ledesma, Canillas de Abajo és Robliza de Cojos községekkel határos. Lakosainak száma 99 fő (2024).

## Népesség
A település népessége az elmúlt években az alábbi módon változott:
| Lakosok száma | 110  | 105  | 113  | 112  | 99   | 110  | 106  | 106  | 105  | 99   |
|               | 2001 | 2004 | 2007 | 2009 | 2012 | 2014 | 2017 | 2019 | 2022 | 2024 |